# János Csernoch
János Csernoch (en slovaque Ján Černoch), né le 18 juin 1852 à Szakolcza (aujourd'hui en Slovaquie mais alors en Hongrie) et mort le 25 juillet 1927 à Esztergom, est un cardinal hongrois de l'Église catholique du début du  XXe siècle, créé par le pape Pie X.

## Biographie
János Csernoch est secrétaire du cardinal János Simor, abbé titulaire de Savnyik (1888), chancelier de l'archidiocèse d'Esztergom, curé de la cathédrale d'Esztergom, député au parlement de Hongrie, comme représentant de sa ville natale (1901) et cofondateur du parti catholique de Hongrie.
János Csernoch est nommé évêque de Csanád en 1908 et est promu archevêque de Kalocsa en 1911 et d'Esztergom en 1912. 
Le pape Pie X le crée cardinal lors du consistoire du 25 mai 1914. Mgr Csernoch participe au conclave de 1914, lors duquel Benoît XV est élu pape et à celui de 1922 (élection de Pie XI).